# 민트 초콜릿
민트 초콜릿(영어: Mint Chocolate, 약칭: 민초) 또는 초콜릿 민트(영어: Chocolate mint)는 초콜릿의 한 종류이다. 대한민국에서는 민트초코, 약자로 민초라고 불리며, 민트(박하)와 초콜릿(카카오)을 결합한 음식이다.

## 역사
민트와 초콜릿을 같이 먹기 시작한 기원에 대해서는 정확하게 알 수 없지만, 공식적으로 '민트 초코'가 탄생한 배경은 다음과 같다. 1973년 영국 왕실에서는 엘리자베스 2세의 딸인 앤 공주의 결혼식에서 대접할 간식 공모전을 개최했다. 마릴린 리케츠(Marilyn Ricketts) 라는 영국 대학생이 민트농축액과 초콜릿을 섞어 '민트로열(Mint royal)'이라는 이름의 아이스크림을 개발했고, 1위를 차지했다. 이 때 우승한 '민트로열(Mint royal)'이 오늘날 우리가 먹는 민트초코의 원형이다.

## 맛
민트 맛과 초콜릿 맛이 섞여있다. 페퍼민트 특유의 시원한 맛과 초콜릿의 단맛이 난다. 하와이안 피자와 함께 호불호가 심하게 갈리는 음식이다. 

## 같이 보기
- 스트라차텔라
- 민트 초콜릿 (식물)
- 민트 초콜릿 칩
- 앤디스 민트 초콜릿